# NGC 2072
NGC 2072 је расејано звездано јато у сазвежђу Трпеза које се налази на NGC листи објеката дубоког неба.
Деклинација објекта је - 70° 14' 3" а ректасцензија 5h 38m 24,5s. Привидна величина (магнитуда) објекта NGC 2072 износи 13,2. NGC 2072 је још познат и под ознакама ESO 57-SC4.